# 岡田隆彦
岡田 隆彦（おかだ たかひこ、1939年9月4日 - 1997年2月26日）は、日本の詩人・美術評論家。
祖父は第35代衆議院議長・岡田忠彦。妻は俳人・岡田史乃。長女は俳人・辻村麻乃。

## 経歴
東京府出身。永田町小学校（現麹町小学校）、麹町中学校、獨協高等学校、慶應義塾大学文学部卒業。「三田詩人」復刊に参画。1961年、会田千衣子、井上輝夫、鈴木伸治、吉増剛造と詩誌「ドラムカン」創刊。大学卒業後は美術出版社に就職し、20代の終わりにはヴェネツィア・ビエンナーレのコミッショナーを務めていた。
1968年、中平卓馬、高梨豊、多木浩二らと写真批評詩「provoke」創刊。1985年『時に岸なし』で高見順賞受賞。高橋昌男の後を受けて「三田文学」編集長をつとめる。1990年慶應義塾大学環境情報学部教授。神奈川県大磯町に居住した。
吉増剛造によれば黒住教の信者であったとのことで、墓所は岡山市の黒住教本部にある。

## 著作

### 詩集
- 『われらのちから19』（思潮社） 1963
- 『史乃命』（新芸術社） 1963
- 『岡田隆彦詩集』（思潮社、現代詩文庫30） 1970
- 『海の翼』（書肆山田） 1970
- 『わが瞳』（思潮社） 1972
- 『零へ』（青土社） 1974
- 『生きる歓び』（青土社） 1977
- 『何によって』（思潮社） 1977
- 『巨大な林檎のなかで』（河出書房新社） 1978
- 『瞳で泳ぐ』（思潮社） 1980
- 『時に岸なし』（思潮社） 1985
- 『鴫立つ澤の』（思潮社） 1992
- 『岡田隆彦詩集成』（響文社） 2020

### 詩論
- 『言葉を生きる』（思潮社） 1973

### 美術評論
- 『危機の結晶 現代美術覚え書』（イザラ書房） 1970
- 『幻影的現実のゆくえ』（田畑書店） 1970
- 『日本の世紀末』（小沢書店） 1976
- 『ウィリアム・モリスとその仲間たち　アールヌーボーの源流』（編著、岩崎美術社） 1978
- 『美術散歩50章 出会いが創る芸術家の生涯』（大和書房） 1979
- 『かたちの発見 時空間を超えて』（小沢書店） 1981
- 『夢を耕す 幻想絵画論』（小沢書店） 1981
- 『ラファエル前派 美しき<宿命の女>たち』（美術公論社） 1984
- 『眼の至福 絵画とポエジー』（小沢書店） 1985
- 『芸術の生活化 モリス、ブレイク、かたちの可能性』（小沢書店） 1993

## 翻訳
- 『現代美術の流れ 1945年以後の美術運動』（エドワード・ルーシー=スミス、水沢勉共訳、PARCO出版局） 1986
- 『アーシル・ゴーキー』（メルヴィン・P・レーダー、篠田達美共訳、美術出版社、モダン・マスターズ・シリーズ） 1989
- 『ラファエル前派の夢』（ティモシー・ヒルトン、篠田達美共訳、白水社） 1992